# 프레데리크 바스티아

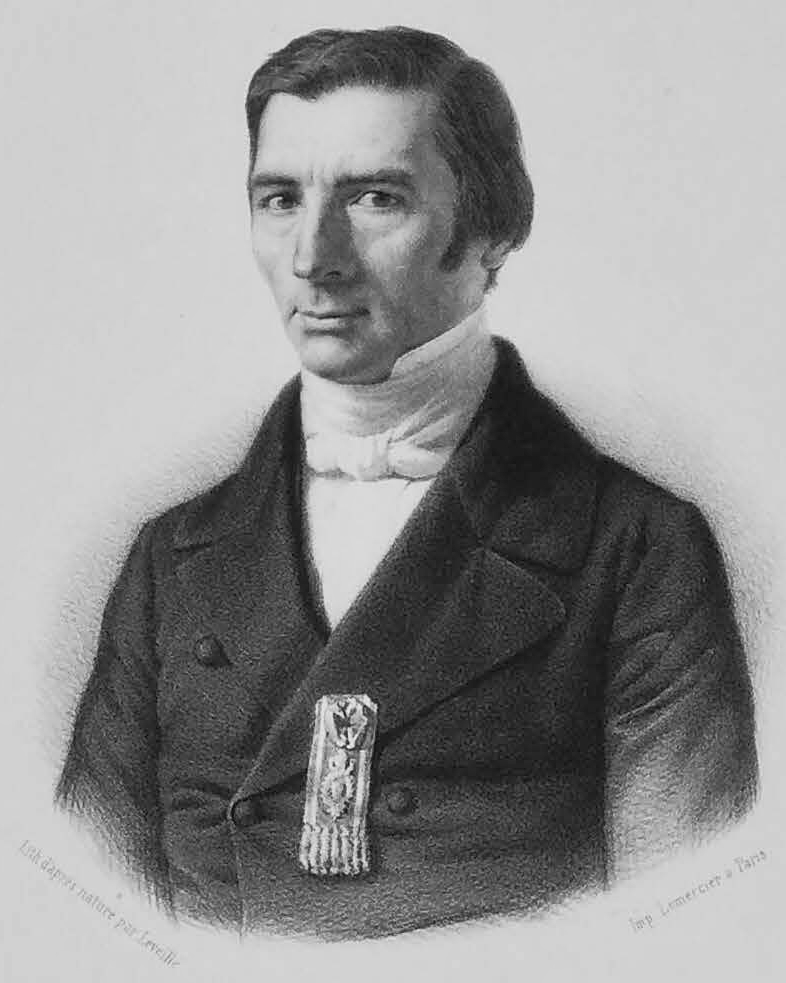
프레데리크 바스티아

클로드프레데리크 바스티아(프랑스어:  Claude-Frédéric Bastiat; 1801년 6월 30일 - 1850년 12월 24일 )는 프랑스의 경제학자이다. 프리메이슨이고 프랑스 왕립협회의 회원이다.
그는 기회 비용의 경제 개념을 발전시켰고, 깨어진 유리창이라는 우화를 소개하였다.
고전 경제학을 지지하였으며 아담 스미스의 경제학과 시장경제를 주장하였고, 오스트리아 학파에 영향을 미쳤다.
<법> 은 그의 가장 저명한 저서로 작은 팜플렛으로 출판되었다. 법의 구조가 어떻게 자유로운 사회를 일으키는지를 설명하여 놓았다.

## "깨진 유리창" 우화
어떤 상점에서 주의가 산만한 아들이 유리창을 깼다. 하지만, 그 이후 사람들이 유리창이 깨졌기 때문에 돈을 더 벌게 되었다는 사실을 알게 되면서 생각이 바뀌었다. 상점 주인이 깨진 유리창을 고치기 위해 유리창을 사면 유리창을 파는 가게는 유리창을 팔게 되고, 그 유리창 가게는 그 번 돈으로 다른 곳에 투자를 하게 될 것이다. 이렇게 하여서 결국 마을 전체가 산업이 활성화가 되는 것이다. 하지만, 유리창을 고치는 데 드는 비용은 경제가 나아졌다고 생각할 수 없는 이유가 된다.
이 우화는 정부가 경제를 살리겠다고 돈을 쓰는 일이 부질 없음을 상징한다. 그는 정부가 해야 할 일은 개인의 자유와 재산권을 보호하는 것에 국한되어야 한다고 주장한다.

## 같이 보기
- 계몽시대